# 天旋
天旋（英語：Josh，7月5日—），香港填詞人及前香港商業電台主持人，曾主持之電台節目為《又愛上子夜場》。以天旋目前作詞的作品計算，你是我的一半是其的代表作。

## 作曲作品

### 2008年
| - 楊千嬅 - 啦啦誇啦啦 - 鄭伊健、楊千嬅、林曉峰、車婉婉 - 綠色聖誕加個橙 | - 林曉峰、車婉婉 - 情書與情歌 |

### 2009年
| - 謝安琪 - 衣帽間 |

### 2010年
| - 劉浩龍 - 冇事，有心 |

### 2011年
| - 周子揚、梅家琪 - 七減一 | - 焯 皓 - 據為己有（與甯浩基合作） |

### 2012年
| - 許廷鏗 - 光害 |

### 2013年
| - ToNick - 趕客（與趙善恆合作） |

### 2014年
| - 曹震豪 - No Turning Back | - 曹震豪 - No Turning Back（Keep Fighting Version） |

## 填詞作品

### 2010年
| - 劉浩龍 - 冇事，有心 |

### 2011年
| - 陳鈺芸 - 那些年的我們 | - 鄭欣宜 - 無人像我 |

### 2012年
| - Super Girls - 話愛就愛 - Super Girls - 愛情潛水 - Super Girls - 超女時代 - Super Girls - 放過我吧 - Super Girls - Be Strong - 吳若希 - 我沒有傷心 - 胡鴻鈞 - 失控 - 胡鴻鈞 - 言不由衷 | - 胡鴻鈞 - 深不見底 - 胡鴻鈞 - 我們繼續演下去 - 胡鴻鈞 - 明日 - 曹震豪 - 碎碎念 - 許廷鏗 - 從來沒發生 - 許廷鏗 - 光害 - 鍾嘉欣 - 你是我的一半 |

### 2013年
| - Super Girls - 迷失東京 - 吳若希 - 我懂了 - 胡鴻鈞 - 勇氣 - 鄭欣宜 - 奉陪 - 許廷鏗 - 登對 - 許廷鏗 - 等一等 - 曹震豪 Feat.6號@RubberBand - 今晚跟你拗餐飽 | - 謝文欣 - 無可奈何 - ToNick - 血洗情人節（與趙善恆合寫） - ToNick - 一（與趙善恆合寫） - ToNick - 趕客（與趙善恆合寫） - ToNick - 五個字（與趙善恆合寫） - ToNick - 毈毻（與趙善恆合寫） - 潘敬祖 - 再見鐳射舖 |

### 2014年
| - 草 蜢、謝安琪 - 聯群結隊 - 吳若希 - 前行吧 - 胡鴻鈞 - 踢出天際 - 陳國峰 - 身邊有你 - 曹震豪 - No Turning Back - 曹震豪 - No Turning Back（Keep Fighting Version） - 鄭世豪 - 繼續走吧 | - 羅鈞滿 - 特命戰隊 - 糖妹 - 唱吧！美樂天使 - 王君馨 - Switch On（《幪面超人Fourze》香港版主題曲） - 譚嘉儀 - 閃耀的力量 - 鍾一憲 - 仔大仔世界 - 王靖喬、梁俊軒 - 再生‧木 |

### 2015年
| - 陳國峰 - 無窮無盡 - 何雁詩 - 閃耀的寶石 | - 王靖喬 - 女將 |

### 2016年
| - 曹震豪 - Wake Up - 曹震豪 - 循序漸愛‬ | - 曹震豪 - 學習浪漫 |

### 2017年
| - 曹震豪 - 分前演習 |

### 2018年
| - 甄詠珊 - 重新出發 |

## 獎項

### 2014年
- 《新城勁爆兒歌頒獎禮2013》新城勁爆兒歌 - 吳若希 - 前行吧
- 《新城勁爆兒歌頒獎禮2013》新城勁爆兒歌 - 胡鴻鈞 - 踢出天際
- 《新城勁爆兒歌頒獎禮2013》新城勁爆兒歌 - 陳國峰 - 身邊有你
- 《新城勁爆兒歌頒獎禮2013》新城勁爆兒歌 - 鄭世豪 - 繼續走吧
- 《新城勁爆兒歌頒獎禮2013》新城勁爆活力兒歌大獎 - 胡鴻鈞 - 踢出天際

### 2015年
- 《新城勁爆兒歌勵志頒獎禮2014》新城勁爆勵志兒歌 - 王君馨 - Switch On！

## 備註
1. ↑  881903.com 商業電台 - 節目主持－天旋 （页面存档备份，存于），2012年3月26日 (一) 19:00 (UTC+8)查閱（繁體中文）